# Karl von Schmidt
Karl von Schmidt (12 de enero de 1817 - 25 de agosto de 1875) fue un general de caballería prusiano.

## Biografía
Schmidt nació en Schwedt en el Óder en la Provincia de Brandeburgo, y entró en el 4.º Regimiento de Ulanos en 1834.
El prolongado servicio regimental de Schmidt fue variado, de servicio de personal a trabajo de instrucción, y en la movilización de 1859 estaba al mando de un regimiento de caballería landwehr. En 1863 fue hecho coronel del 4.º Regimiento de Coraceros, que comandó, para la caballería, en las campañas sin incidentes de la segunda guerra de Schleswig de 1864 y de la guerra austro-prusiana de 1866. Después comandó el recién formado regimiento de tropas de Schleswig-Holstein, 16.º Regimiento de Húsares, pero al estallar la guerra franco-prusiana era todavía un oficial oscuro y quizás desconfiado, aunque su conocimiento de cada detalle de la caballería fue admitido. Una oportunidad para distinguirse en el combate de la caballería surgió en torno a Mars-la-Tour (16 de agosto), en la que temporalmente lideró una brigada y en la que fue gravemente herido. Pronto fue promovido a mayor general y sucedió temporalmente al mando de su división.
En este puesto Schmidt realizó una brillante obra en la campaña del Loire, e incluso en las operaciones de invierno hacia Le Mans, y se ganó una reputación como ninguno  entre los oficiales y hombres de su rama. Después de la guerra lideró una parte de la reorganización de la caballería prusiana, que en diez años alcanzó un punto la eficiencia muy superior a la de cualquier otra caballería en Europa. En 1875, a pesar de su mala salud, rechazó renunciar a la realización de ciertas maniobras de caballería importantes que le habían sido confiadas. Pero unos pocos días de fuerte trabajo de campo le llevaron a una enfermedad fatal, y murió en Danzig el 25 de agosto de 1875. En 1889 el 4.º Regimiento de Ulanos, en donde pasó casi todo su servicio regimental, recibió el nombre “von Schmidt”.
Las instrucciones de simulacro y maniobras de Schmidt fueron codificadas y publicadas después de su muerte por su oficial de personal, el capitán von Vollard Bockelberg, quien fue autorizado a hacerlo por el príncipe Federico Carlos de Prusia. Una traducción al inglés, Instructions for Cavalry, fue publicada por la Oficina de Guerra. El mismo Schmidt escribió un panfleto, Auch ein Wunder die Ausbildung der Cavallerie (1862). La edición original de Instructions for Cavalry tiene como prefacio una memoria de la vida y servicio de Schmidt escrita por el mayor Kaehler.